# Маріус Лоде
Маріус Лоде (норв. Marius Lode, нар. 11 березня 1993, Кверналанд, Норвегія) — норвезький футболіст, захисник шведського клубу «Геккен».

## Ігрова кар'єра
Маріус Лоде народився у містечку Кверналанд і грати у футбол починав у рідному місті у клубі «Фрейланд».
У 2012 році футболіст уклав угоду з клубом Адекколіги «Брюне». Захищав кольори команди до травня 2015 року. Саме в той час тест футболіста показав позитивний результат на наявність в організмі ріталина, лікарського стимулюючого препарата. Лоде заявляв, що приймав препарат для покращення успішності перед університетськими іспитами. Але все одно футболіст отримав дискваліфікацію і провів 2016 рік поза футболом.
У цей час Лоде працював у місцевому ресторані і самостійно підтримував фізичну форму.

### «Буде-Глімт»
Після дискваліфікації Лоде у 2017 році підписав контракт з клубом «Буде-Глімт», з яким у дебютному сезоні виграв турнір першого дивізіону і піднявся до Елітсерії. У 2018 році кілька клубів Елітсерії проявляли зацікавленність у придбанні центрального захисника але Лоде  залишився у «Глімт».

### «Шальке 04»
У січні 2022 року приєднався до складу «Шальке 04», підписавши з клубом контракт на 2 з половиною роки.

## Статистика виступів

### Статистика виступів за збірну
Станом на 13 листопада 2021 року
| Дата       | Місто     | Господарі | Результат | Гості    | Турнір            | Голи | Примітки |
| ---------- | --------- | --------- | --------- | -------- | ----------------- | ---- | -------- |
| 24-3-2021  | Гібралтар | Гібралтар | 0 – 3     | Норвегія | Відбір до ЧС 2022 | -    |          |
| 13-11-2021 | Осло      | Норвегія  | 0 – 0     | Латвія   | Відбір до ЧС 2022 | -    |          |
| Усього     |           | Матчів    | 2         |          | Голів             | 0    |          |

## Титули і досягнення
- Чемпіон Норвегії (3):

«Буде-Глімт»: 2020, 2021, 2023
- Володар Кубка Швеції:

«Геккен»: 2024-25